# Yellowstone (filme)
Yellowstone é um filme norte-americano de 1936, do gênero mistério, dirigido por Arthur Lubin.